# 福神漬
福神漬（ふくじんづけ、ふくしんづけ）は、日本の非発酵型の漬物の一種。ダイコン、ナス、ナタマメ（鉈豆）、レンコン、キュウリ、シソの実、シイタケまたは白ゴマなどの7種の下漬けした野菜類を塩抜きして細かく刻み、醤油と砂糖やみりんで作った調味液で漬けたものである。
なお、呼称については「ふくじんづけ」と呼ぶ場合が多いが、「ふくしんづけ」と呼ぶ地方もある。
日本のカレーに付け合わせとして添えられることが多い。

## 起源
起源については、いくつか説がある。一般には山田屋（現・酒悦）が開発し、梅亭金鵞が命名したとする説が支持されている。
1. 寛文12年（1672年）、出羽国雄勝郡八幡村（現・秋田県湯沢市）出身の了翁道覚が、上野寛永寺に勧学寮を建立した[5]。勧学寮では寮生に食事が出され、おかずとして了翁が考案したといわれる漬物が出された[5]。ダイコン、ナス、キュウリなど野菜の切れ端の残り物をよく干して漬物にしたもので、輪王寺宮がこれを美味とし「福神漬」と命名し、巷間に広まったとされる[5]。
2. 1877年（明治10年）頃[3]もしくは1885年（明治18年）に[4]、江戸から東京に変わった上野の漬物店「山田屋」（現在の酒悦）の店主・第15代野田清右衛門が開発した[6][7]。ダイコン、カブ、ナス、ウリ、ナタマメ、レンコン、ゴボウ、シソなどをみりん醤油で煮たものだったという[4]。自分の経営する茶店で売り出したところ評判となり、日本全国に広まった。日暮里の浄光寺に、清右衛門の表彰碑が存在する[8]。名づけ親は、これを大いに気に入った当時の流行作家である梅亭金鵞[4][9][10][11][12]で、「ご飯のお供にこれさえあれば他におかずは要らず、食費が抑えられ金が貯まる（=家に七福神がやってきたかのような幸福感）」という解釈で、7種類の野菜を使用し店が上野不忍池の弁才天近くにあったことから「福神漬」と命名したとされる[4][13][7]。（清右衛門が梅亭金鵞に命名を依頼したとする説もある[4]。）また、この名称が広がることを願った清右衛門は、商標登録をしなかった[12]。
3. 1886年（明治19年）に上野公園で開かれた品評会にこの漬物が出品されたが、名前がなかった[4]。7種類の素材で作った漬物だったことから、七福神になぞらえて福神漬と命名された[4]。

なお、白土三平の漫画『カムイ伝』では、登場する架空の商人・夢屋がお盆が済んだ後に捨てられた供え物のナスやキュウリを刻んで漬け、「やたら漬」の名で売り出し評判を呼んだものとあるが、あくまで創作と推測される。「やたら漬」自体は、「いろいろな野菜を刻み、取り混ぜて漬けたもの」（『岩波国語辞典』第6版）として各地に存在している。
福神漬は日清戦争・日露戦争で日本軍兵士の携帯食として支給されたことで、日本人の間で認知度が向上した。日本軍では野外演習の際に、缶詰入りの福神漬に湯または水をかけ、硬めに炊いたご飯に混ぜて食べていた。また、植物学者の大渡忠太郎は、1896年（明治29年）に牧野富太郎とともに台湾へ植物採集に出かけた際に福神漬を持っていったと述べている。

## 製法

### 工業的製法
福神漬は日本農林規格（JAS）による規定がある。JASでは、ダイコン、ナス、ウリ、キュウリ、ショウガ、ナタマメ、レンコン、シソ、タケノコ、シイタケ、細刻したトウガラシ、シソの実、ゴマを「ふくじんの原料」と呼び、これらのうち5種類以上を醤油またはアミノ酸液で漬けたものを「ふくじん漬け」と定義している。このほか更に細かい規定がある。
1. 製品重量が100 gを超える場合、「ふくじんの原料」の中から7種類以上使い、固形物のうちダイコンが占める割合が8割未満であること[17][18]。
2. 製品重量が100 g以下の場合、「ふくじんの原料」の中から5種類以上使い、固形物のうちダイコンが占める割合が85%未満であること[17][18]。
3. 製品重量に占める固形物の割合が75%以上であること[17][18]。ただし、製品重量が300 g以下の場合は70%以上であればよい[17][18]。

福神漬に使う野菜は全て塩漬けにしたものを用いる。素材となる野菜の収穫期はまちまちであるため、塩漬けにしておく。シイタケとダイコンは塩漬けにせず、干したものを使った方が風味・歯ざわりが良くなる。塩漬けにした野菜は細切りにする。漬け込む前に水にさらしてよく塩抜きし、圧搾機でよく圧搾する。
福神漬は醤油漬けの一種である。漬け込む調味液は醤油をベースとし、醤油の良し悪しが製品の質を決定づける。塩漬け、細断、塩抜き、圧搾を経ることで、野菜本来の味よりも調味液の味の方が主体となる。初期の製法では醤油、砂糖と溶かした水飴を使っていたが、小袋で保存すると茶色く変色してしまうため、アミノ酸液なども投入する。みりん、酢、酒などを配合することや、砂糖などを使わずに人工甘味料で代用することもある。
調味液を加熱した後に冷却し、冷えてから野菜を漬ける。調味液に直接漬ける製法と、醤油でいったん漬けた後、調味液に漬ける製法がある。野菜の種類によって漬け上がる速度が異なるため、野菜ごとに漬けて製品化の段階で配合するメーカーもある。酵母による品質低下を防ぐため、加熱殺菌した製品が多い。
福神漬の味付けは、時代によって変遷している。軍隊で支給された缶詰の福神漬は砂糖で甘く味つけされており、これを故郷に持ち帰った将兵により甘口の福神漬が日本中に広まった。漬物メーカーの新進が1930年（昭和5年）に「新進漬」として福神漬を発売した当時は、甘じょっぱい味であった。1990年代頃から、他の漬物と同様に、健康志向や労働量減少による高塩分食品を受け付けない人の増加により、減塩が進行している。減塩化の過程では、製品の変敗や風味の低下が発生し、生産者の試行錯誤が続いた。

### 家庭での製法
1942年（昭和17年）の論文「漬物の研究」に、福神漬の家庭での調理法が3種類掲載されている。調理法（イ）は、ダイコン1 kgを皮付きのままいちょう切りにして天日干しし、元の10分の1ほどまで乾燥したら鍋に入れ、醤油200 g、砂糖40 g、酢10 g、塩6 gを加えて煮込み、煮汁が少し残った状態で火を止め、瓶に入れ、煮沸消毒して完成、というものである。5月30日に作って9月までカビが生えなかったという。調理法（ロ）は、（イ）から酢を除いたもので、調理後21日で少量のカビが生えた。調理法（ハ）は、ダイコンの量を500 gにし、レンコン300 gとゴボウ200 gを具材に加え、水・醤油・砂糖・塩で煮たもので、論文を提出した10月までにカビは生えなかった。

## カレーとの関係

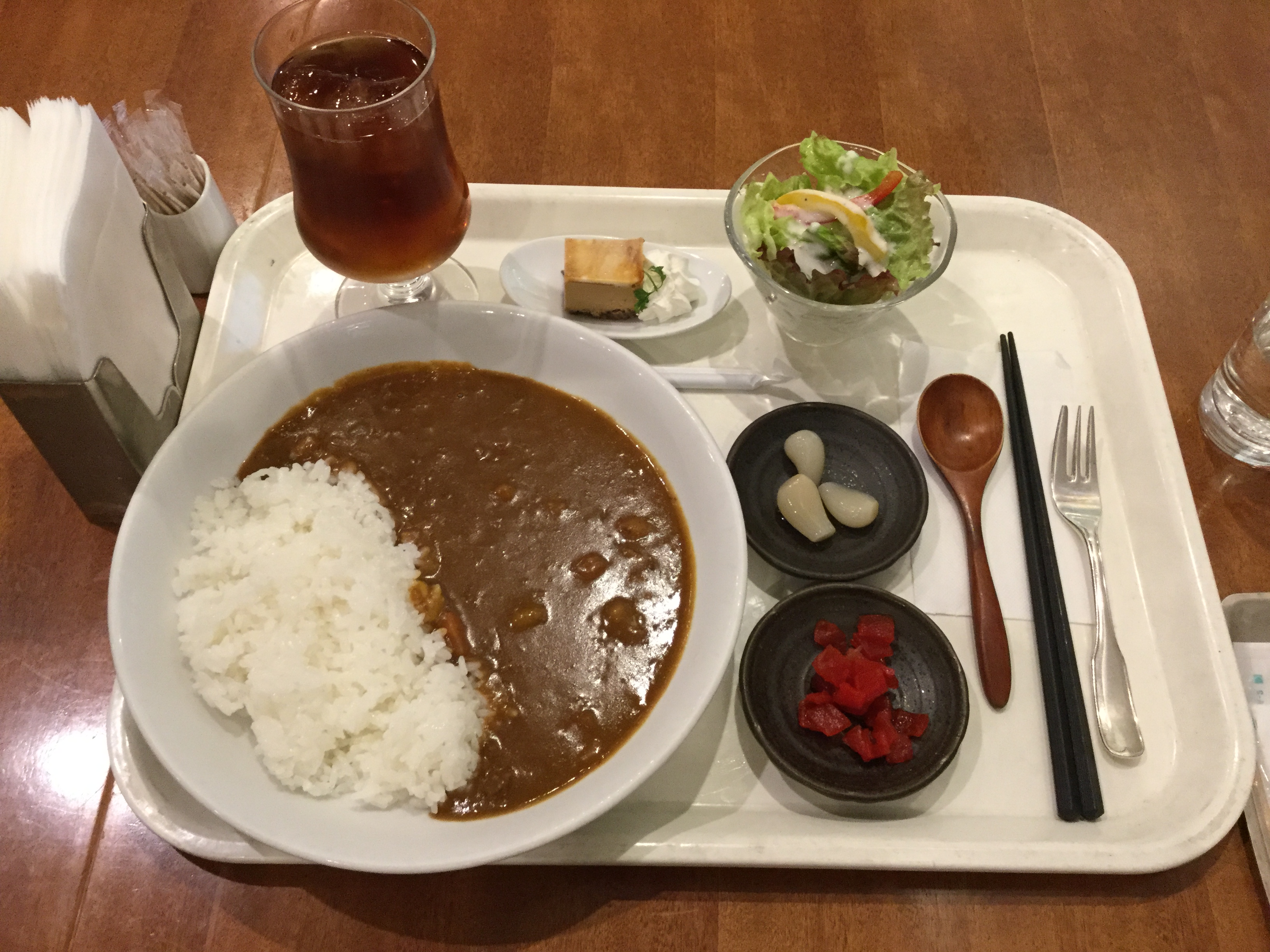
呉の海軍カレーに添えられた福神漬

日本では、カレーライスに添えられる定番の漬物である。新進は、2009年（平成21年）より毎年テーマを設定して、福神漬を使ったアイディアレシピを募集している。
1902年（明治35年）から1903年（明治36年）頃日本郵船の欧州航路客船で、一等船客にカレーライスを供する際に添えられたのが最初であり、それが日本中に広まったとされる（なお、二・三等客にはたくあんが添え物として提供されていた）。当初、カレーライスにはインドカレーの添え物であるチャツネが添えられていたが、ある時チャツネを切らしてしまい、コック用の福神漬で代用したのだとされる。
しかし実際は、福神漬は洋食のライスに添えられていたものであって、カレーライスにだけ添えられていたわけではない。昔から日本人にはご飯と漬物という組み合わせが当たり前であって、日清戦争のときには色々な漬物が米と一緒に戦地に送られていた。ただ発酵食品であるたくあんなどの漬物は悪くなりやすく、非発酵の漬物である福神漬が脚光を浴びることになった。日露戦争のときに陸軍省は缶詰製造所を建設して、福神漬の缶詰を製造し戦地に送った。戦地で毎日福神漬とご飯を食べていた兵隊が帰国してから、日本中で福神漬のブームが起こった。明治時代の終わり頃になると洋食店が庶民化してきて、主食をパンからご飯に替えるお店が増えた。そのときにお供となる漬物を、流行っていて悪くなりにくい福神漬にするお店が多かった。
本来の福神漬は無着色であったが、第二次世界大戦後、チャツネに倣って赤くなったという説がある。カーツさとうは、赤いチャツネが珍しいことからこの説に疑問を呈し、ご飯に映える色として赤が選ばれた、という自説を披露した。
庶民にカレーと福神漬の組み合わせを広めたのは、帝国ホテル、資生堂パーラー、梅田阪急百貨店などが有力な説となっている。
市販品では、人工着色料などを使って真っ赤な色をつけられたものが多かったが、その後開発された「自己主張し過ぎない」オレンジ色をしたカレー用製品が好評を博し、色をつけない茶色の福神漬も支持を得るようになった。「カレー専用」として初めて売り出したのは、やまう株式会社で、1969年（昭和44年）のことである。新進では、従来からの赤く着色した福神漬と、カレー用福神漬を併売しており、関東地方ではカレー用の方が売れるが、北海道・東北地方では赤い福神漬の方が売り上げが良いという。メーカー側からすれば、JAS規格の変更により合成着色料の使用が禁止されたため、コストのかかる天然着色料で赤くするよりも、黄色系の方が安く済むという事情がある。
海軍カレーなどのように、福神漬の汁を隠し味に使うこともある。鳥取県立倉吉農業高等学校は2021年（令和3年）に「カレー味の福神漬」を開発し、瓶詰にして200個限定で販売した。福神漬の入ったカレーパンを生産するメーカーもある。